# Триюга
Триюга (непальск. त्रियुगा) — город и муниципалитет в юго-восточной части Непала. Расположен в районе Удаяпур зоны Сагарматха Восточного региона страны. Город находится на берегу реки Триюга, в крупной долине Удаяпур, которая является частью физико-географического региона внутренние тераи. Шоссе Сагарматха соединяет Триюгу с шоссе Махендра, пересекающим всю страну с запада на восток.
По данным переписи 2011 года население муниципалитета составляет 70 000 человек, из них 32 910 мужчин и 37 090 женщин.